# Magnus-Hirschfeld-Platz

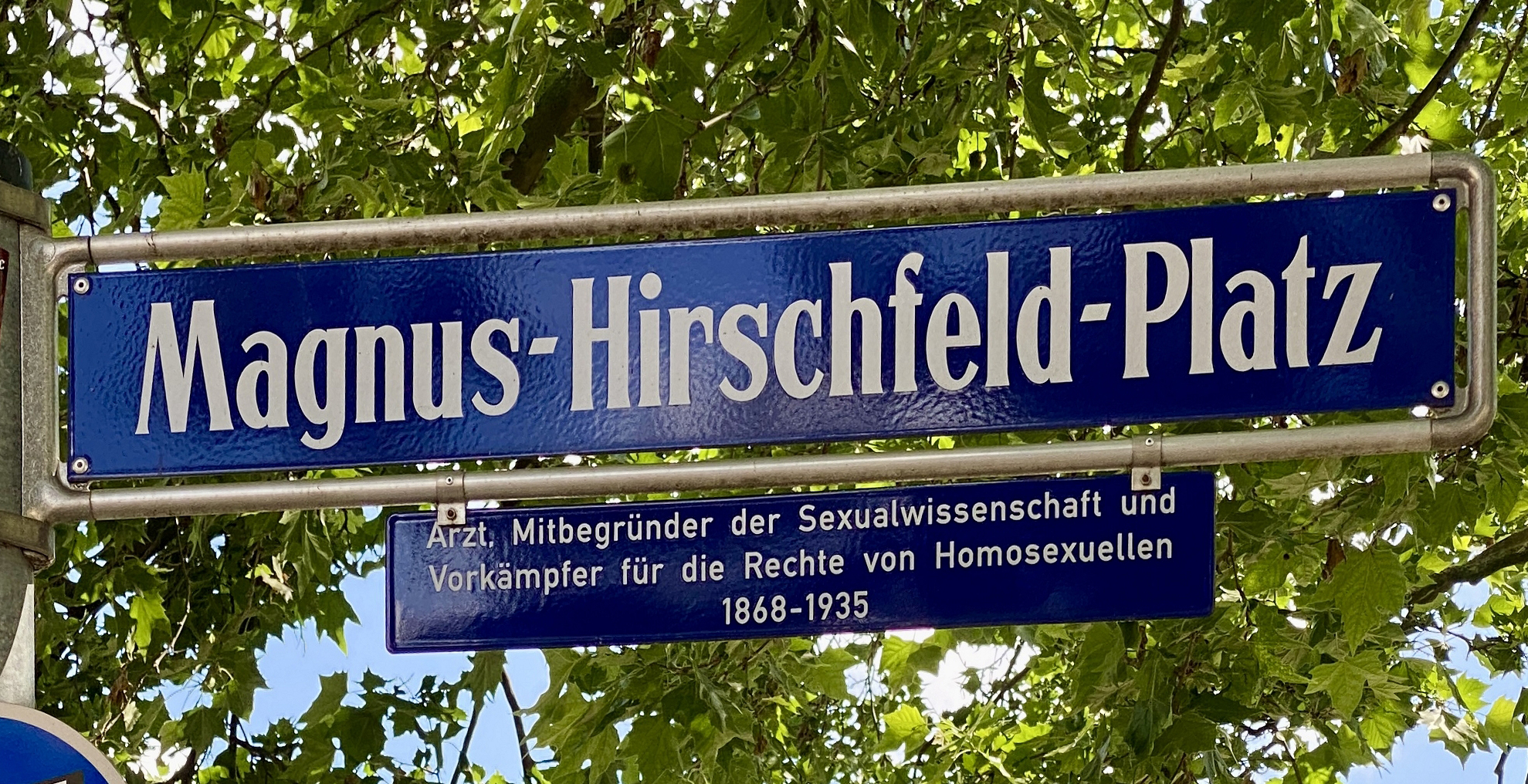
Straßenschild Magnus-Hirschfeld-Platz

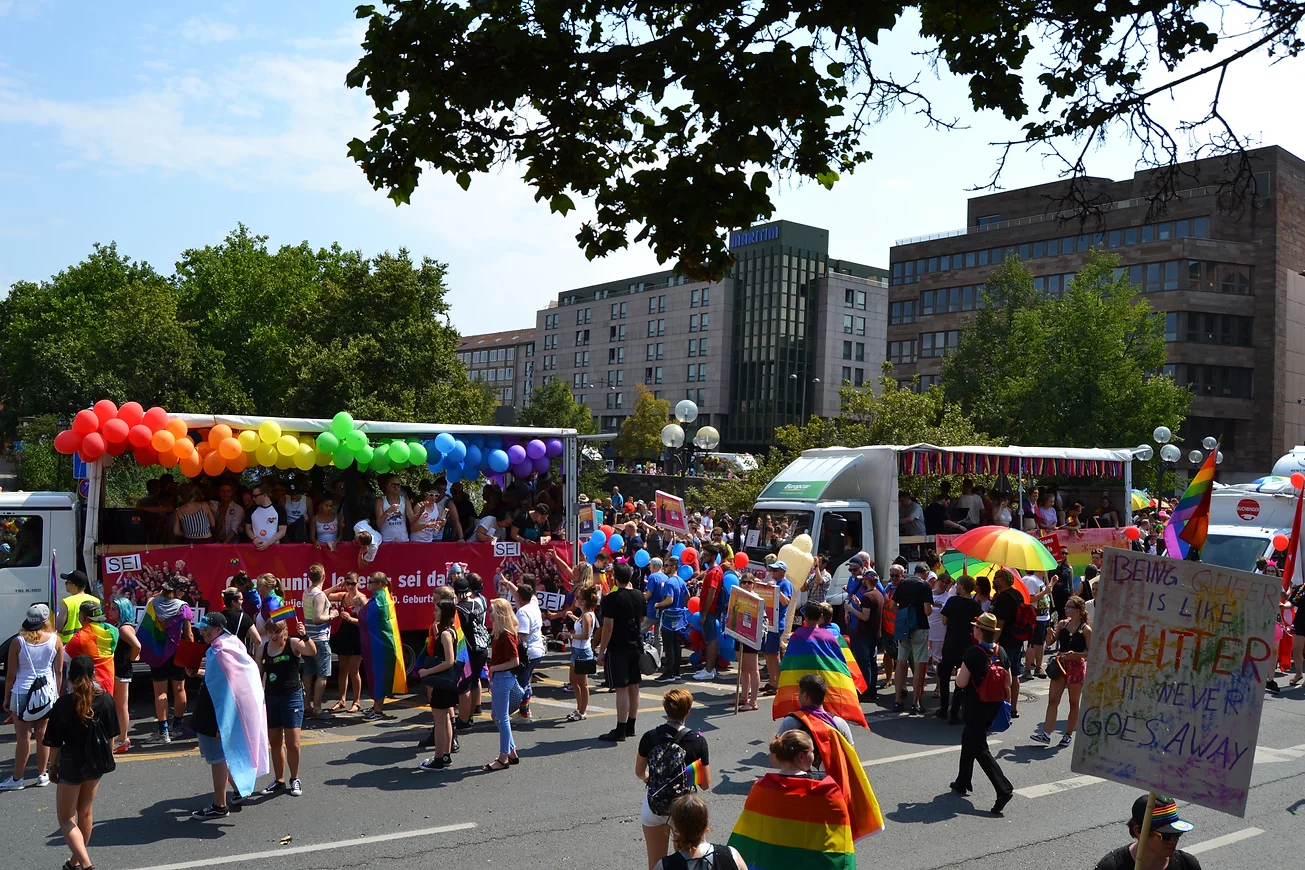
CSD-Parade 2019 am Magnus-Hirschfeld-Platz

Der Magnus-Hirschfeld-Platz in Nürnberg am Sterntor ist seit 2013 die örtliche Gedenkstätte für die homosexuellen Opfer des NS-Regimes. Die Benennung nach dem Arzt und Sexualwissenschaftler Magnus Hirschfeld erfolgte im Jahr 2019.

## Lage

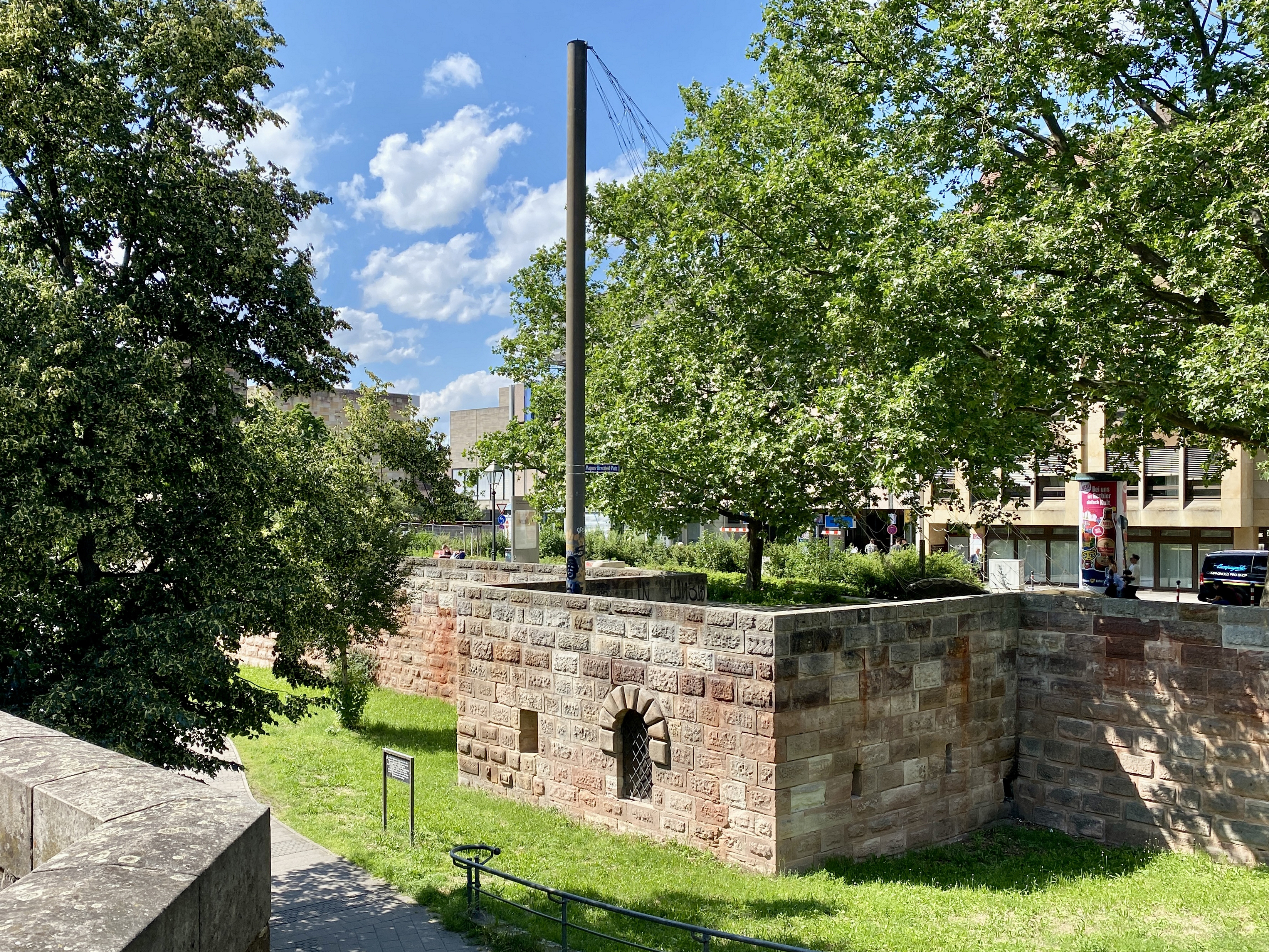
Stadtmauer beim Magnus-Hirschfeld-Platz

Der Platz befindet sich am südlichen Rand der Lorenzer Altstadt und wird im Norden vom Sterntor Parkhaus, im Westen von der Grasersgasse bzw. dem Sterntor und im Osten von der Vorderen Sterngasse umrahmt. Südlich grenzt der begrünte Graben der Stadtmauer, in weiterer Folge die Straße Frauentorgraben sowie das ehemalige Maritim-Hotel und das schräg gegenüberliegende Opernhaus an.

## Geschichte

### Forderung nach einer Gedenkstätte
Nachdem 1994 der Paragraph 175, der sexuelle Handlungen zwischen Personen männlichen Geschlechts unter Strafe stellte, endgültig aus dem deutschen Strafgesetzbuch gestrichen worden war, forderte unter anderem der Nürnberger schwul-lesbische Verein Fliederlich die Einrichtung einer Gedenkstätte für die homosexuellen Opfer des NS-Regimes. Mit der Eröffnung des Dokumentationszentrums Reichsparteitagsgelände im Jahr 2001 wurde vom Verein Fliederlich in Zusammenarbeit mit dem Verein Geschichte für Alle erstmals eine Studie über die Verfolgung Homosexueller in Nürnberg erstellt. In der Folge wurde mindestens einmal jährlich zum Nürnberger Christopher Street Day Anfang August bei Führungen anhand von fünf Stationen die Geschichte der Verfolgung Homosexueller, auch zu reichsstädtischer Zeit und in Folge der Einführung des Reichsstrafgesetzbuches von 1872, nachgezeichnet. Zwei Stationen beschäftigten sich hierbei auch mit dem Schicksal zweier Opfer des Nationalsozialismus. Nach dem Antrag des Stadtrats Jürgen Wolff von Bündnis 90/Die Grünen mit dem Titel Würdigung der Homosexuellen als Opfergruppe während des Nationalsozialismus in Nürnberg beschäftigte sich auch der Kulturausschuss der Stadt Nürnberg am 28. August 2006 erstmals mit dem Anliegen, einen Gedenkort einzurichten.

### Standortsuche
Nach eingehender Prüfung mehrerer Standorte erwies sich das Dokumentationszentrum als Ort der Täter nicht geeignet für eine Opfer-Gedenkstelle, zumal hier auch keine Übergriffe an Homosexuellen belegbar waren. Der Standort Marientormauer auf Höhe der Hauptschule Insel Schütt gegenüber dem Kino Cinecittà stand in der Folge eines Suizidversuchs eines Homosexuellen in der Nachkriegszeit zur Debatte, stellte jedoch keinen direkten Bezug zum Nationalsozialismus dar. Ein Gedenkort vor einem Wohnhaus eines homosexuellen Opfers des NS-Regimes wurde als unpassend erachtet, da eine solche Wahl einen stark individuellen Charakter gehabt hätte, der an das Projekt der Stolpersteine erinnert hätte, und weil Auseinandersetzungen mit aktuellen Bewohnern befürchtet wurden.
Da man aus Prozessunterlagen aus Verfahren wegen des Paragraphen 175 StGB rekonstruieren konnte, dass damals viele homosexuelle Männer zwischen dem Opernhaus und dem Hauptbahnhof sowie zwischen der Lorenzkirche und dem Königstor Kontakte zueinander knüpften, hielt man einen Standort in diesem Gebiet für am besten geeignet. Mit einer ehemaligen Straßenbahnhaltestelle mit Wartehäuschen samt integrierter Bedürfnisanstalt am Sterntor, die auch als Cruising-Ort fungiert hatte, konnte man schließlich in diesem Areal auch einen konkreten Fall darstellen, der exemplarisch für das Schicksal vieler Nürnberger Homosexueller unter dem Nationalsozialismus zu stehen scheint. Ausgehend von einer Anzeige gegen Johann Fluhrer im Jahr 1931, wurde er in den Folgejahren systematisch bespitzelt und verurteilt, sodass er nach einer Zuchthausstrafe zwischen 1937 und 1940 vor einem Sondergericht am Landgericht Nürnberg-Fürth am 29. Februar 1944 zur Todesstrafe verurteilt wurde, die am 24. März 1944 in München-Stadelheim vollzogen wurde. Gegenüber der Straßenbahnhaltestelle, an der Stelle des 2021 geschlossenen Maritim-Hotels, befand sich bereits damals eine Herberge, die vorrangig von der Hitlerjugend genutzt wurde, um regelmäßig Homosexuelle zu beobachten und zu denunzieren. Des Weiteren befanden sich mit dem Denkmal für die ermordeten und verfolgten Sinti und Roma am Färbertor, dem Zwangsarbeiter-Mahnmal „Transit“ am Plärrer und der Gedenkstele für die Opfer der Nürnberger Rassengesetze vor der AOK-Zentrale bereits weitere Gedenkstätte für Opfer des NS-Regimes entlang des Frauentorgrabens, sodass dieser Standort letztlich auch im Gesamtkontext als am besten geeignet angesehen wurde.

### Einrichtung der Gedenkstätte

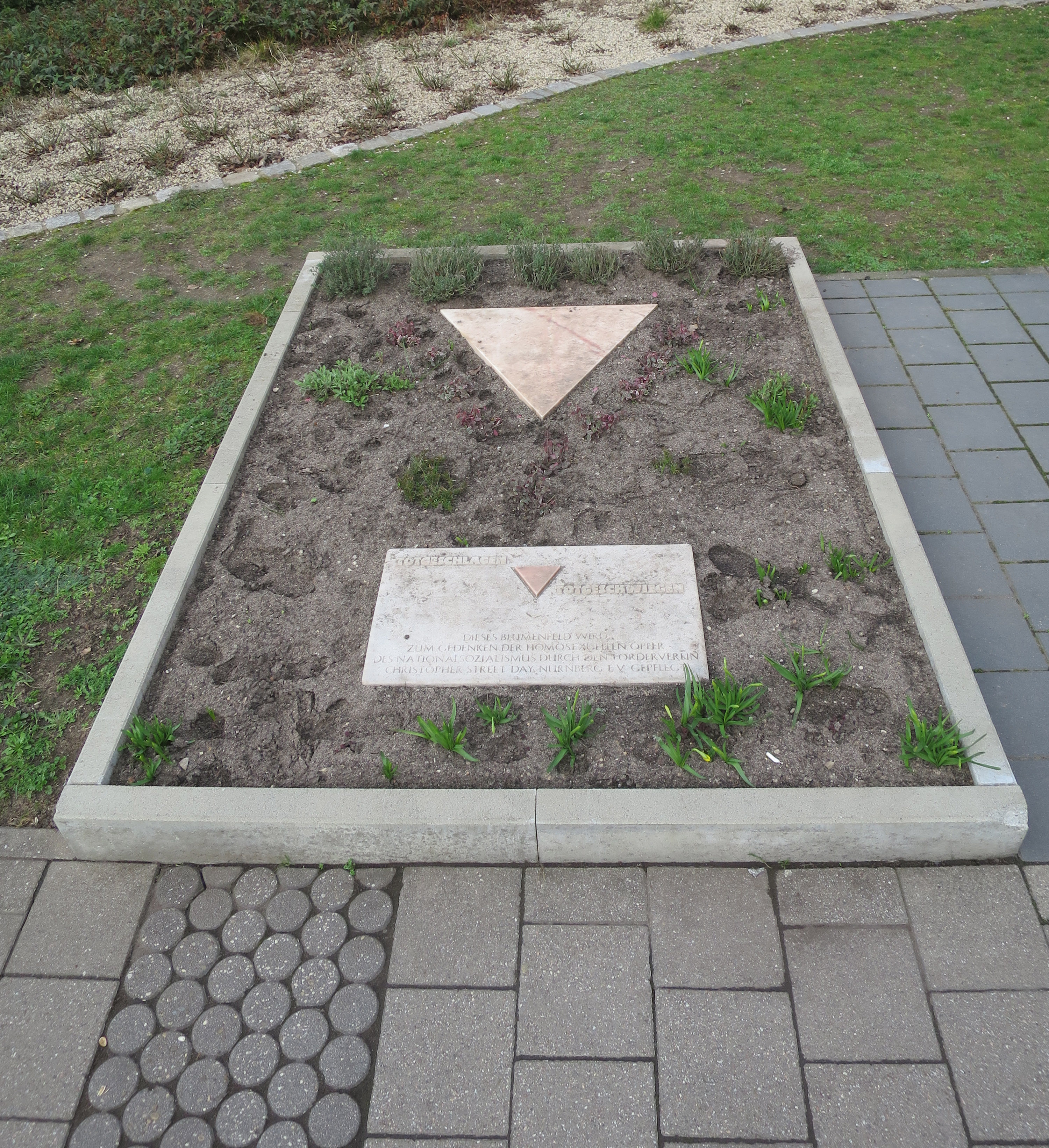
Gedenkstätte Magnus-Hirschfeld-Platz

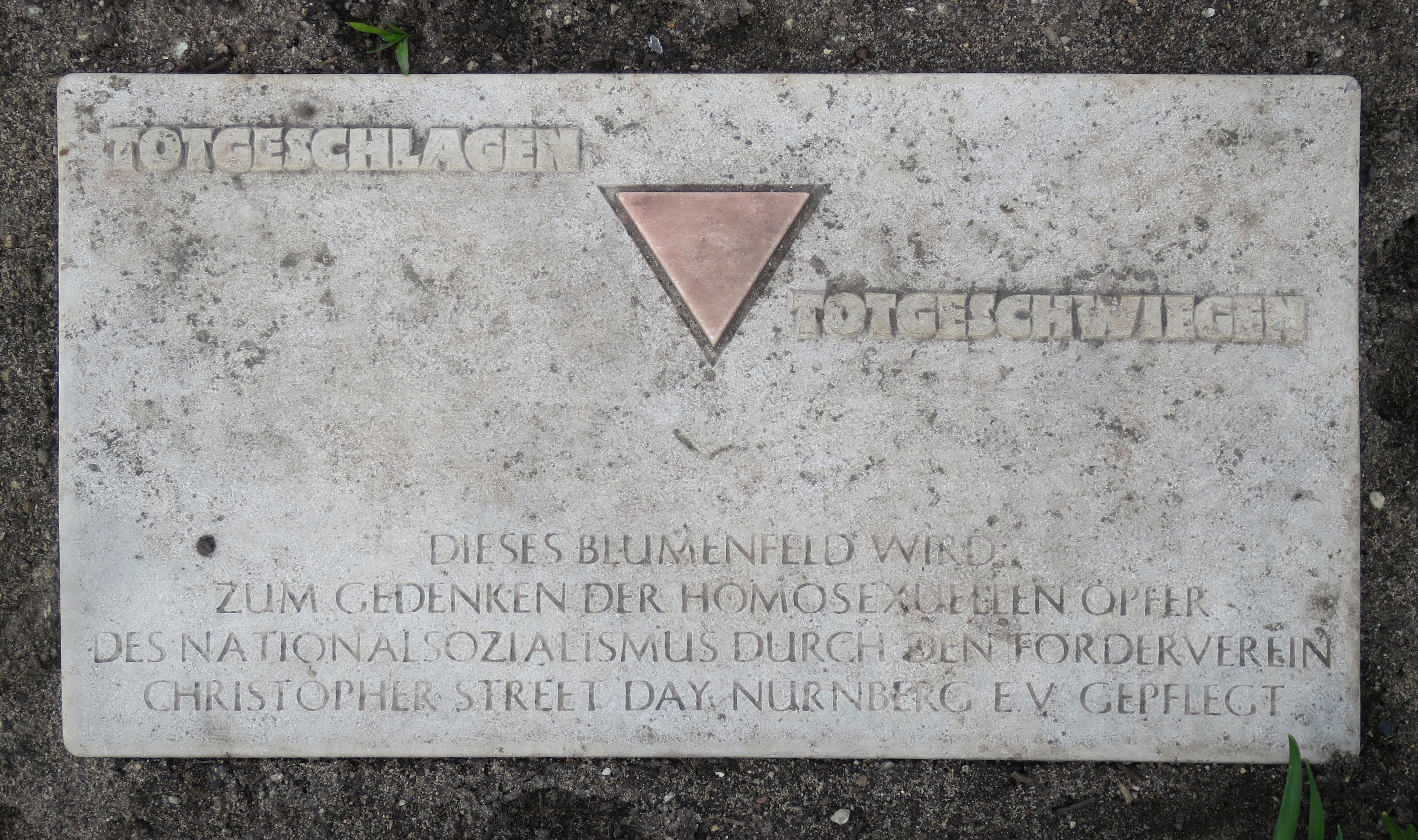
Gedenkstätte Magnus-Hirschfeld-Platz

Nachdem durch die Wahl des Stadtrats 2008 wie üblich alle Vorhaben, die in der vorangegangenen Amtsperiode nicht verabschiedet wurden, verfallen waren, stellten die Grünen im September 2011 einen erneuten Antrag zur Einrichtung einer Gedenkstele, welchen der Nürnberger Kulturausschuss im November 2012 einstimmig annahm. Nach Prüfung der Bodengegebenheiten durch das Baureferat erfolgte am 27. Juni 2013 unter dem damaligen Nürnberger Oberbürgermeister Ulrich Maly (SPD) bei einem Festakt die Eröffnung der Gedenkstätte. Diese bestand zu Beginn aus einer etwa drei Meter hohen Gedenkstele, welche vom Nürnberger Künstler Christof Popp gestaltet wurde und auf zwei Seiten über die Situation Homosexueller während der NS-Zeit mit ihren rund 50.000 Opfer berichtet sowie über ortsspezifischen Bezug zum Thema aufklärt. Die Kosten in Höhe von rund 10.000 Euro trug die Stadt trotz angebotener Spenden seitens des Vereins Fliederlich und von Privatpersonen alleine.
Auf Vorschlag des damaligen zweiten Nürnberger Bürgermeisters Christian Vogel (SPD) erfolgte am 17. Mai 2016, dem Internationalen Tag gegen Homo-, Bi-, Inter- und Transphobie (IDAHOBIT), die Einweihung eines Blumenbeets. In Form eines Dreiecks wurden unter anderem Lavendelstauden gesetzt, die an den Rosa Winkel erinnern sollen, welcher ab 1936 als Kennzeichnung für homosexuelle Häftlinge in den NS-Konzentrationslagern gedient hatte. Zudem stiftete der Steinmetz Bastian Brauwer eine selbst gefertigte Gedenktafel mit Inschrift, an der seitdem Blumenkränze niedergelegt werden können. Die Finanzierung erfolgte durch die Kollekte aus dem CSD-Queergottesdienst 2015, den Nürnberger CSD-Förderverein und privaten Sponsoren.

### Namensgebung
Nachdem das Nürnberger „Bündnis gegen Trans- und Homophobie“ bereits im Jahr 2017 den Vorschlag erarbeitet hatte, dem Platz der Gedenkstelle einen würdigen Namen zu verleihen und ihn nach Magnus Hirschfeld zu benennen, stimmten die betroffenen Gremien der Stadt dem Vorschlag in der Folge einstimmig zu. Offiziell erfolgte die Benennung nach dem Sexualforscher und Gründer des Instituts für Sexualwissenschaften sowie des Wissenschaftlich-Humanitären Komitees, das sich bereits ab 1897 für eine Strafrechtsreform des Paragraphen 175 eingesetzt hatte, am 5. Juli 2019. Als Jude und Homosexueller wurde Hirschfeld selbst von den Nationalsozialisten verfolgt, sodass seine Bücher und Schriften in der NS-Zeit vernichtet wurden und er nach massiven Anfeindungen bereits 1932 ins Exil ausgewanderte, wo er 1935 verstarb. In Nürnberg standen sich bereits in den späten 1920er Jahren eine Anhängerschaft Hirschfelds, welche im Verein „Silhouette“ organisiert war, und die in der Stadt verlegte NS-Propagandazeitschrift Der Stürmer feindlich gegenüber. Zu den offiziellen Feierlichkeiten der Namensgebung unter Regenbogenfahnen waren im Juli 2019 neben Persönlichkeiten des öffentlichen Lebens rund hundert Personen aus der queeren Szene vor Ort. Insgesamt war es erst der vierte öffentliche Raum in Deutschland, der nach Magnus Hirschfeld benannt wurde.

### Neugestaltung

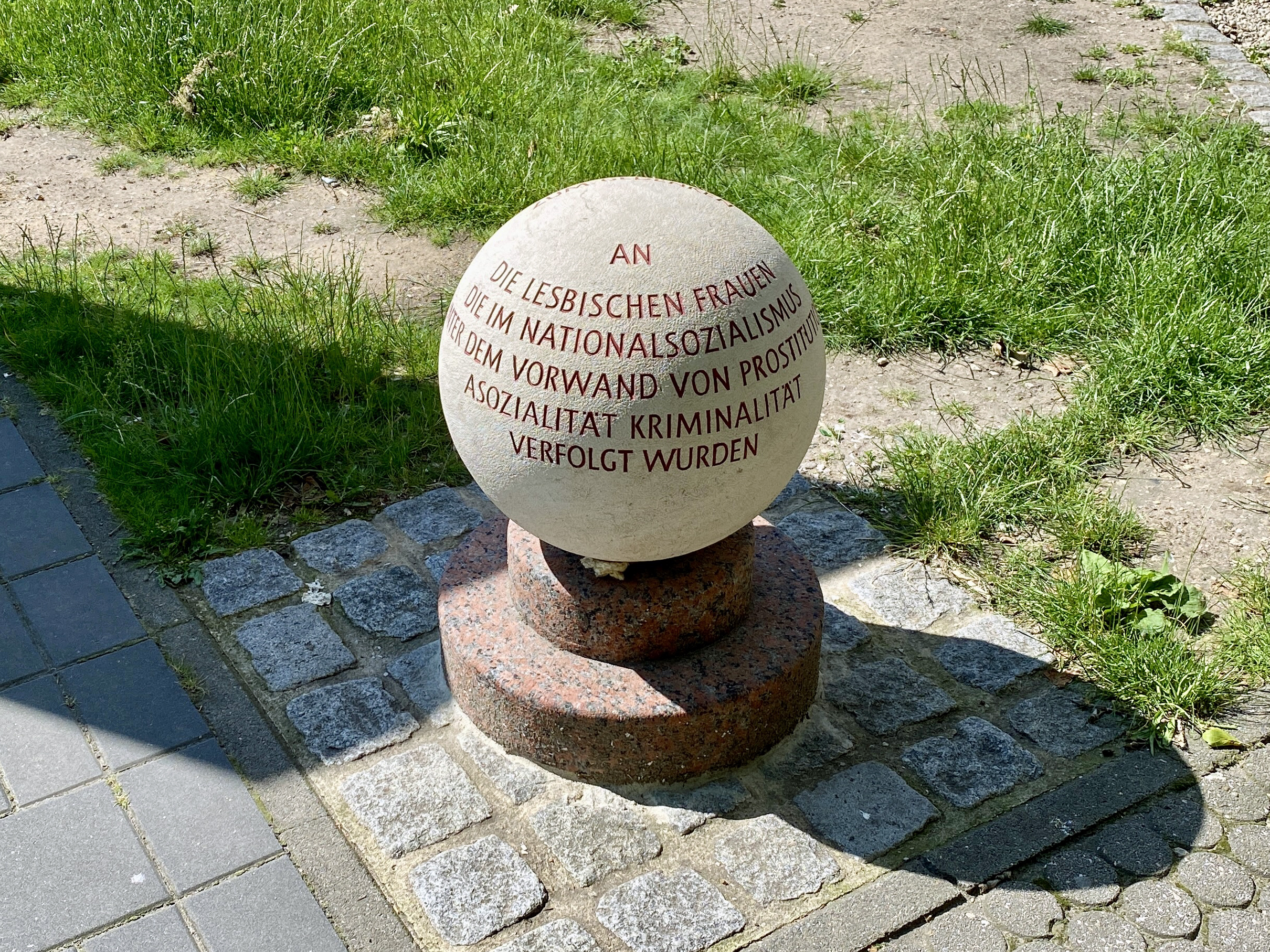
Lesbengedenkkugel

Im Zuge des Vorschlags zur Benennung des Platzes nach Magnus Hirschfeld wurde seitens des Vereins Fliederlich auch der Wunsch nach einer Neugestaltung des Ortes mittels einer gärtnerischen Aufwertung geäußert. Bei einem offenen Beteiligungsprozess im Frühjahr 2019 wurden Ideen gesammelt, bei dem unter anderem die Versetzung des Blumenbeetes angeregt wurde. Im Oktober begann schließlich die Rodung des bestehenden Gehölzbestandes, sodass auf einer Fläche von etwa 130 Quadratmetern auf der Nordseite des Platzes ein neues geschwungenes Pflanzbeet mit niedrigen Bodendeckern und zahlreichen Blühgewächsen, wie Zierlauch, verschiedenfarbigen Tulpen und Rosenstauden angelegt wurde. Dieses ist von Reitgras und einer immergrünen Hecke vor der Parkhauseinfahrt umgeben und soll seine Hauptblütezeit zwischen Mai und August haben. Um einen Lebensraum für Vögel und Insekten zu bieten, wurden zudem Feuerdornhecken mit Blüten und Beeren, Fliedersträucher und ein Zierapfelbaum mit einfachen Blüten als Pollenspender gepflanzt. Ebenso wurde der Platz neu gepflastert und eine sogenannte Lesbengedenkkugel, die mit der Inschrift „Zum Gedenken an die lesbischen Frauen, die im Nationalsozialismus unter dem Vorwand von Prostitution, Asozialität und Kriminalität verfolgt wurden“ auch an die weiblichen homosexuellen Opfer des NS-Regimes erinnert, installiert. Als Überraschung präsentierte Christian Vogel bereits im März 2020 eine Bank in Regenbogenfarben als eine zusätzliche Verbesserung der Aufenthaltsqualität und zugleich ausdrucksstarkes Signal an dieser Stelle. Diese stellt die bisher erste und einzige in Bayern dar. Die offizielle Eröffnung erfolgte erneut zum IDAHOBIT, am 17. Mai 2020. Insgesamt beliefen sich die Kosten für die Umgestaltung der rund 500 Quadratmeter großen Fläche auf rund 100.000 Euro.